# Langxi, Hunan
Langxi är en sockenhuvudort i Kina. Den ligger i provinsen Hunan, i den södra delen av landet, omkring 270 kilometer väster om provinshuvudstaden Changsha. Antalet invånare är 4 590. Befolkningen består av 2 137 kvinnor och 2 453 män. Barn under 15 år utgör 20,0 %, vuxna 15-64 år 68 %, och äldre över 65 år 11,0 %.
Runt Langxi är det ganska tätbefolkat, med 100 invånare per kvadratkilometer. Närmaste större samhälle är Houping, 16,2 km norr om Langxi. I omgivningarna runt Langxi växer i huvudsak blandskog.
Genomsnittlig årsnederbörd är 1 926 millimeter. Den regnigaste månaden är maj, med i genomsnitt 396 mm nederbörd, och den torraste är december, med 31 mm nederbörd.